# Thompson Corner (Iowa)
Thompson Corner est une communauté non constituée en municipalité, du comté d'Allamakee en Iowa, aux États-Unis. La ville, initialement baptisée Thompson's Corners, est nommée en l'honneur de William C. Thompson, un résident.